# Pierre-Ludovic Duclos
Pierre-Ludovic Duclos-Lasnier (* 8. Januar 1986 in Québec, Provinz Québec) ist ein ehemaliger kanadischer Tennisspieler.

## Karriere
Pierre-Ludovic Duclos begann 2003 erste Turniere auf der ITF Future Tour zu spielen. In den Folgejahren war er hauptsächlich auf der Future Tour und der höherklassigeren ATP Challenger Tour unterwegs. Auf der Future Tour konnte er vier Einzel- und 16 Doppeltitel gewinnen. Sein erster Titelgewinn auf der Challenger Tour gelang ihm 2006. Gemeinsam mit André Ghem gewann er das Turnier in León. Im Folgejahr debütierte er beim Kanada Masters auf der ATP Tour. Er erhielt mit seinem Partner Philip Bester eine Wildcard für das Doppelfeld, schied aber in der ersten Runde aus.
Zwei Jahre später erhielt er erneut eine Wildcard für das Doppelfeld des Rogers Cup. An der Seite von Frank Dancevic gelang ihm der Einzug in die zweite Runde, in der sie gegen Łukasz Kubot und Oliver Marach verloren. Das Jahr 2010 verlief für Duclos recht erfolgreich. Er konnte sich mit Ryler DeHeart die Challenger-Titel in Manta und Winnetka sichern und im August an der Seite von Artem Sitak seinen dritten Titel des Jahres in Peking gewinnen. Zudem feierte er sein Einzeldebüt auf der ATP World Tour, indem er mit einer Wildcard beim Rogers Cup antrat. Dort traf er in seinem Auftaktmatch auf den Qualifikanten Lu Yen-hsun, dem er sich in zwei Sätzen geschlagen geben musste.
Im folgenden Jahr erreichte er in Guadalajara zum einzigen Mal ein Einzelfinale auf der Challenger Tour, das er gegen Paul Capdeville verlor. Seinen größten Erfolg auf der World Tour feierte er in Winston-Salem. Er rückte für den Setzlistensechsten Kevin Anderson als Lucky Loser in die zweite Runde das Hauptfeldes. Dort besiegte er den US-Amerikaner Ryan Harrison und stand somit im Achtelfinale, das er gegen Robin Haase verlor. Im September feierte er seinen letzten Doppelerfolg auf der Challenger Tour mit einem Sieg in Bangkok. 2012 konnte er sich für das Turnier in ’s-Hertogenbosch qualifizieren, schied aber in der ersten Runde gegen den topgesetzten Spanier und späteren Turniersieger David Ferrer aus. Sein letzter Auftritt auf der Profi-Tour war die Qualifikation zum Challenger in Rio de Janeiro. Seine beste Platzierung im Einzel war ein 229. Rang aus dem Jahr 2012. Im Doppel kratzte er mit einem 121. Rang an den Top 100 der Weltrangliste.
2013 wurde Duclos in Florida verhaftet, nachdem er einem 13-jährigen Mädchen sexuelle Bilder schickte und sich mit ihr treffen wollte, um sexuellen Kontakt mit ihr zu haben. Er gestand alle Vorwürfe und wurde zu sechs Jahren Freiheitsstrafe verurteilt. Er sitzt aktuell in Florida seine Strafe ab.

## Erfolge
| Legende (Anzahl der Siege)  |
| Grand Slam                  |
| ATP World Tour Finals       |
| ATP World Tour Masters 1000 |
| ATP World Tour 500          |
| ATP World Tour 250          |
| ATP Challenger Tour (5)     |

### Doppel

#### Turniersiege
| Nr. | Datum             | Turnier  | Belag     | Partner         | Finalgegner                       | Ergebnis          |
| --- | ----------------- | -------- | --------- | --------------- | --------------------------------- | ----------------- |
| 1.  | 30. April 2006    | León     | Hartplatz | André Ghem      | Rik De Voest Glenn Weiner         | 6:4, 0:6, [10:3]  |
| 2.  | 30. April 2010    | Manta    | Hartplatz | Ryler DeHeart   | Martin Emmrich Andreas Siljeström | 6:4, 7:5          |
| 3.  | 3. Juli 2010      | Winnetka | Hartplatz | Ryler DeHeart   | Rik De Voest Somdev Devvarman     | 7:64, 4:6, [10:8] |
| 4.  | 8. August 2010    | Peking   | Hartplatz | Artem Sitak     | Sadik Kadir Purav Raja            | 7:64, 7:65        |
| 5.  | 2. September 2011 | Bangkok  | Hartplatz | Riccardo Ghedin | Nicholas Monroe Ludovic Walter    | 6:4, 6:4          |